# Pelazoneuron puberulum
Pelazoneuron puberulum là một loài dương xỉ thuộc họ Thelypteridaceae. Loài này được John Gilbert Baker mô tả khoa học đầu tiên năm 1875.